# 法蘭索瓦·富尼耶-薩爾洛韋茲
弗朗索瓦·路易·富尼耶-萨尔洛韦兹，(法語：François Louis Fournier-Sarlovèze；1772年4月28日—1827年1月18日），法兰西帝国将军。曾參與拿破崙戰爭。他被西班牙游击队昵称为“El Demonio”（恶魔），因为他的残暴和在对抗游击战争中的惊人效率，他是罕见的平民出身人物之一。他後來被安葬在萨拉公墓。 